# Ponte Sisto
Ponte Sisto, noto anche come pons Agrippae (ponte di Agrippa), pons Aurelius (ponte Aurelio), pons Antonini (ponte di Antonino), pons Valentiniani (ponte di Valentiniano) o ponte Gianicolense, è un ponte che collega piazza S. Vincenzo Pallotti a piazza Trilussa, a Roma, nei rioni Regola e Trastevere.

## Descrizione
Il ponte fu costruito da papa Sisto IV tra il 1473 e il 1479 per permettere l'attraversamento del Tevere  sul sito di un più antico ponte romano. Collega le due rive del fiume fra via del Pettinari e piazza Trilussa.
Un primo ponte venne costruito da Agrippa, amico e genero dell'imperatore Augusto prima della sua morte nel 12 a.C., probabilmente per mettere in collegamento le sue proprietà sulle opposte rive del Tevere. L'esistenza di questo ponte è attestata dall'iscrizione su un cippo dei magistrati che si occupavano del fiume (curatores Tiberis) scoperto nel 1887, che parla di lavori sul ponte all'epoca dell'imperatore Claudio. Il ponte fu in un primo momento identificato con resti di piloni visibili nel fiume a valle di ponte Sisto, che appartengono invece probabilmente ad una fortificazione tarda del fiume. Un frammento dei Fasti ostienses scoperto nel 1938 e che parla di restauri al ponte di Agrippa sotto Antonino Pio, ha permesso di identificarlo con il "ponte Aurelio" o "ponte di Antonino". Dalla posizione, in quanto permetteva di raggiungere il Gianicolo ebbe anche il nome di "ponte Gianicolense".
Nel 147 il ponte fu ampiamente restaurato o ricostruito sotto Antonino Pio e prese probabilmente i nomi di ponte Aurelio (pons Aurelius) o ponte di Antonino (pons Antonini), riportati da fonti tarde. Il ponte subì poi ampi restauri negli anni 366-367, sotto gli imperatori Valente e Valentiniano I, ad opera del prefetto della città (praefectus urbi) Lucio Aurelio Avianio Simmaco, e prese il nome di ponte di Valentiniano (pons Valentiniani). Il ponte aveva in quest'epoca un arco trionfale sormontato da grandi statue bronzee alla testata sulla riva sinistra. Resti dei pilastrini della balaustra con le iscrizioni dedicatorie, dell'arco e delle sculture che decoravano il ponte sono stati ritrovati nel Tevere nel 1878 e nel 1892 e sono conservati presso il Museo Nazionale Romano.

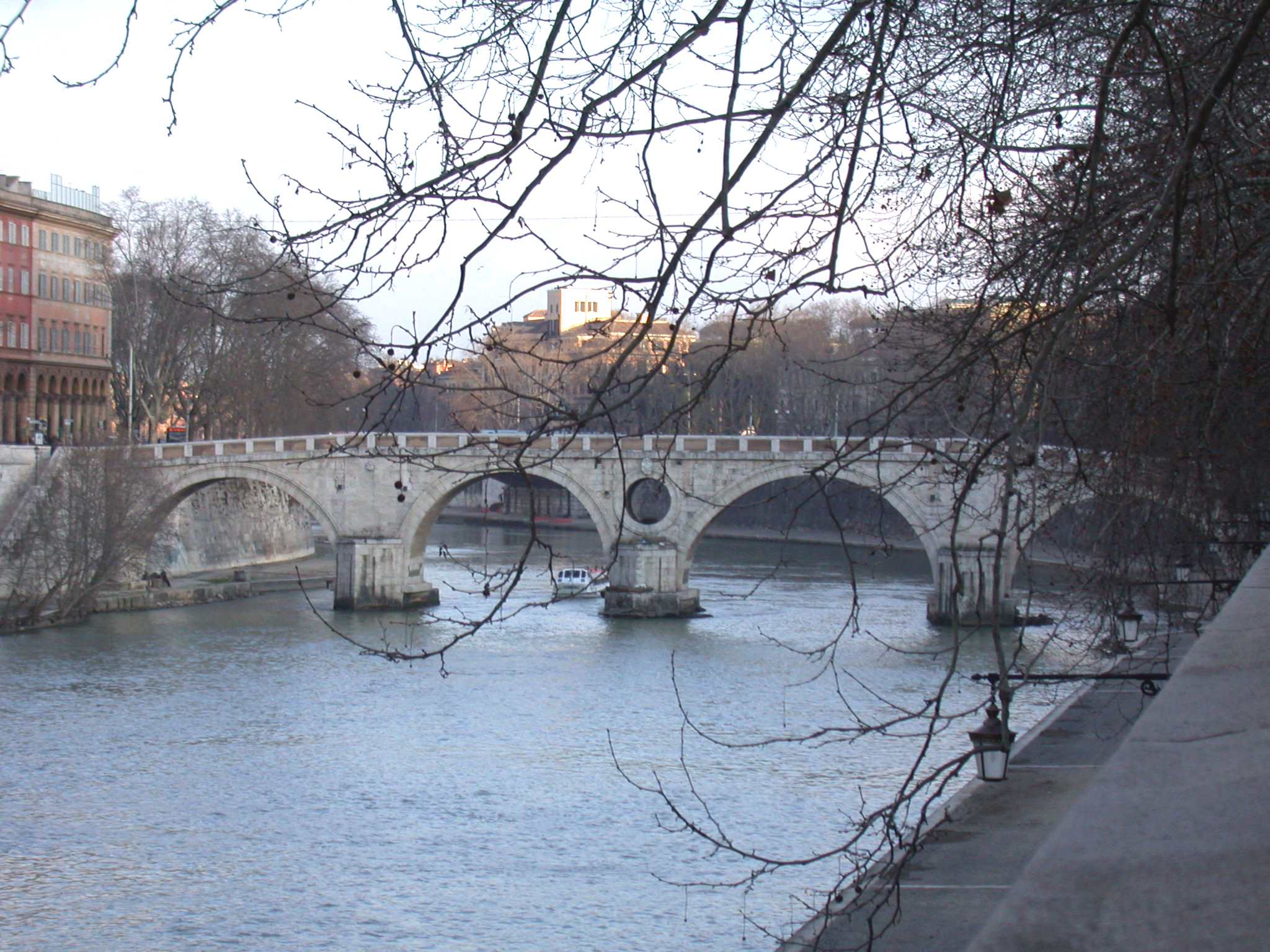
Ponte Sisto dalla riva destra

Il ponte, già probabilmente danneggiato nel 589-590, crollò a causa di una piena del fiume nel 791 e fu quindi conosciuto come "ponte rotto" (pons fractus o pons ruptus).
Sotto papa Sisto IV si iniziò nel 1473 il rifacimento dell'antico ponte romano, affidato secondo Giorgio Vasari all'architetto Baccio Pontelli. In realtà, malgrado la testimonianza del Vasari, mancano vere prove documentali al riguardo e oggi l'attribuzione del progetto al Pontelli è messa in dubbio dagli studiosi. Il ponte, inaugurato per il Giubileo del 1475, ma completato solo nel 1479, prese quindi il nome attuale di "ponte Sisto". Il ponte ha quattro arcate e presenta un foro rotondo ("oculo") sul pilone centrale, per diminuire la pressione dell'acqua in caso di piena. Il livello dell'acqua salito fino all'"occhialone" di ponte Sisto era considerato segno di piena.

### Le lapidi in memoria di Sisto IV alla testata del ponte verso Campo de' Fiori
Papa Sisto ci teneva particolarmente, ad essere ricordato per quest'opera: era fresca la memoria del crollo delle balaustre di Ponte Sant'Angelo sotto la pressione della calca di pellegrini durante il precedente giubileo del 1450, quando il ponte di Castello era l'unico che collegava la città al Vaticano. Avvicinandosi la scadenza del "suo" giubileo, nel 1475, volle perciò provvedere alla ricostruzione, anche per agevolare il flusso dei pellegrini. Volle quindi che alla testata del ponte in direzione di San Pietro fossero apposte ben due lapidi, quella di sinistra più augurale e "popolare", per così dire, e quella di destra più "formale". Eccole qui:

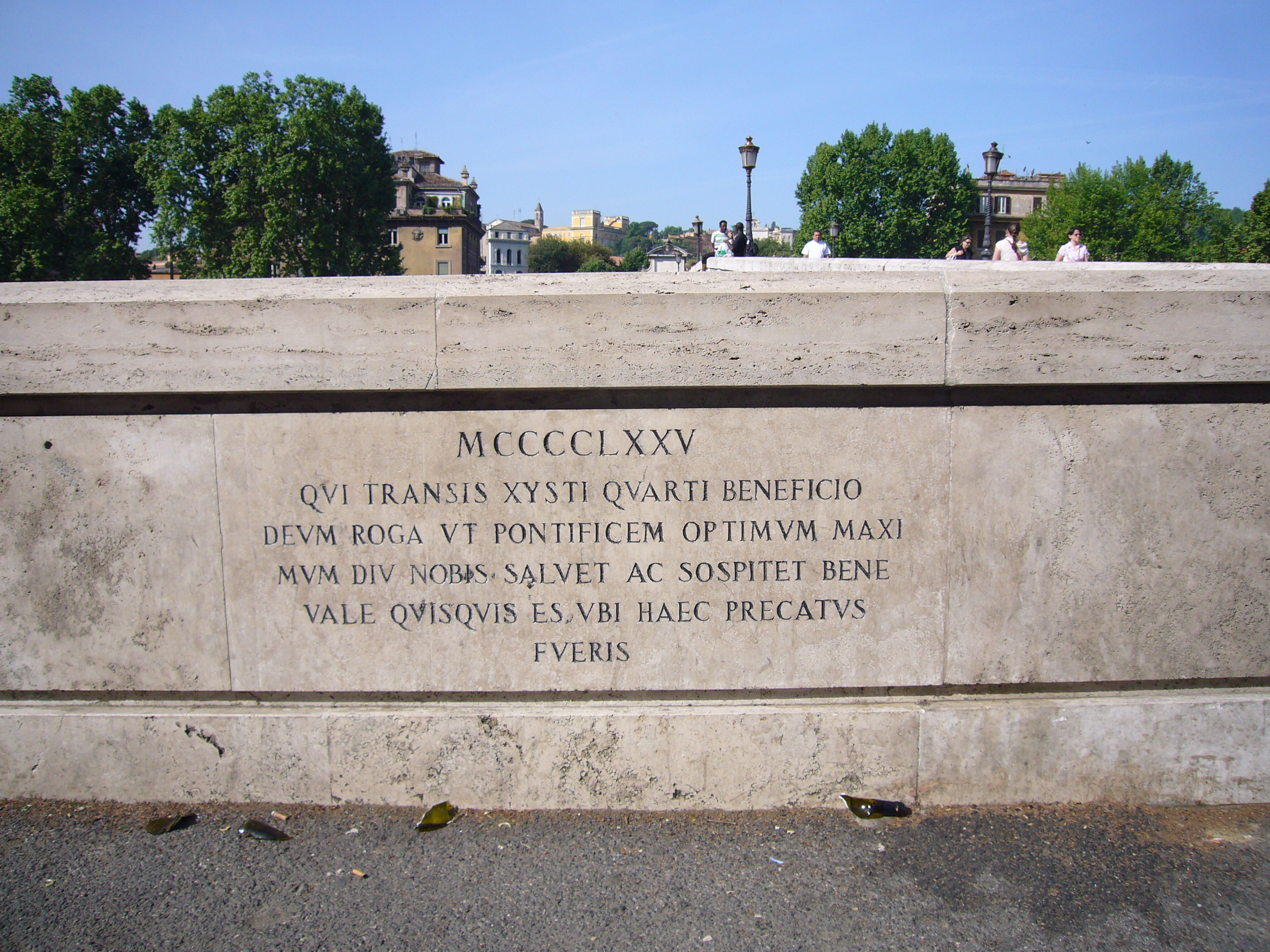
la lapide di sinistra

Cioè (a sinistra): 1475 [.] tu che passi [il Tevere] grazie a Sisto IV prega Dio di conservarci a lungo e proteggere il pontefice[.] sta' bene chiunque tu sia quando avrai fatto questa preghiera 
XYSTUS IIII PONT MAX

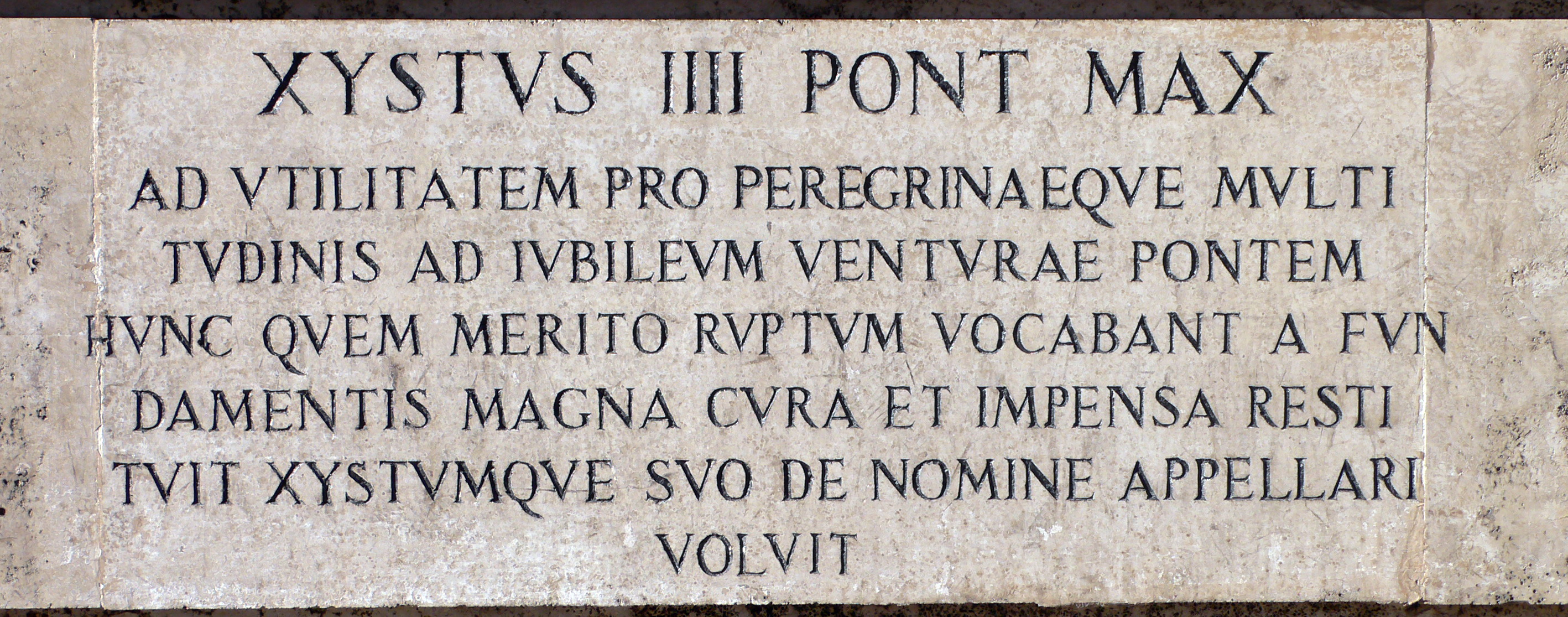
la lapide di destra

AD UTILITATEM PRO PEREGRINAEQUE MULTI

TUDINIS AD IUBILEUM VENTURAE PONTEM

HUNC QUOD MERITO RUPTUM VOCABANT A FUN

DAMENTIS MAGNA CURA ET IMPENSA RESTI

TUIT XYSTUMQUE SUO DE NOMINE APPELLARI 

VOLUIT
Cioè (a destra): Sisto IIII Pontefice massimo

per utilità [generale] e in particolare della moltitudine di pellegrini che verranno al giubileo ricostruì dalle fondamenta e con grande cura e spesa questo ponte che giustamente chiamavano "rotto" e volle che dal suo nome fosse chiamato "Sisto".

### Altri restauri e manutenzioni
Sotto papa Pio IV nel 1567 furono eseguiti i primi restauri, con il rinforzo di uno dei piloni. I lavori furono affidati al Vignola e seguiti da Matteo di Castello. Dopo i danni di un'alluvione nel 1598 sotto papa Clemente VIII furono eseguiti nuovi restauri al lastricato e ai parapetti.
Nel 1875 ne fu suggerita la demolizione, ma nel 1877 il ponte fu invece ampliato con marciapiedi pensili in ghisa poggiati su mensoloni con nuovi parapetti. I restauri per il giubileo del 2000 hanno liberato il ponte dalle sovrastrutture ottocentesche, rimosse fra molte polemiche.